# سنگ‌کره

صفحات زمین‌ساختی پوسته زمین بر روی زمین

سنگ‌سپهر، سنگ‌کره یا لیتوسفر (به انگلیسی: Lithosphere) (از یونانی باستان λίθος [lithos] به‌معنای «سنگ» و σφαῖρα [sphaira] به‌معنای «سپهر، کره») پوسته‌ای سفت و سخت (صلب و صخره ای) است. سنگ‌کره خارجی‌ترین لایهٔ سیاره است که از پوسته و بیرونی‌ترین لایه جامد گوشته بالایی تشکیل شده‌است. تا عمق حدود ۶۰ مایل (۱۰۰ کیلومتر) گسترش می‌یابد. این به حدود دوازده بلوک سفت و سخت جداگانه یا صفحه تقسیم می‌شود، سنگ‌کره شامل پوسته بخشی از گوشته نزدیک به پوسته است و در مقیاس‌های زمانی از هزاران سال یا بیشتر دارای رفتار کشسانی بوده‌است.
صفحات بشقابی شکل‌دهندهٔ پوستهٔ زمین به‌طور کل از دو نوع سنگ‌کره‌های اقیانوسی و سنگ‌کره‌های قاره‌ای ضخیم‌تر تشکیل می‌شوند که هر نوع پوسته‌های خاص خود را دارند.
بر اساس مطالعات انجام‌شده، زمین‌شناسان معتقد اند که در حدود ۲۰۰ میلیون سال پیش در سطح کره زمین یک خشکی واحد و بزرگی وجود داشته‌است که اطراف آن را یک اقیانوس بزرگ به‌نام پانتالاسا فراگرفته بوده و آن خشکی پانگه‌آ خوانده شده‌است.